# Katedra św. Eliasza w Aleppo
Katedra św. Eliasza w Aleppo – katedra maronicka w Aleppo. Siedziba maronickiej archieparchii Aleppo. Znajduje się w starej części miasta, w dzielnicy Al-Dżadida, na placu al-Farhat, obok katedry Matki Bożej.

## Historia
Kościół został wzniesiony w 1873 roku. W czasie wojny domowej w Syrii, w 2013 roku katedra została poważnie uszkodzona przez ostrzał ze strony antyrządowych bojowników kontrolujących pobliskie wschodnie dzielnice miasta – zawaliła się część dachu nawy głównej – co poskutkowało wyłączeniem jej z użytku. 25 grudnia 2016 r., w Boże Narodzenie, po odbiciu miasta przez armię rządową, odbyła się w niej pierwsza msza święta od czasu zniszczenia świątyni.

## Architektura
Świątynia jest budowlą murowaną, orientowaną. Po bokach fasady znajdują się dwie wieże. Zwieńczona jest kopułą. Ołtarz główny wykonano z marmuru.

## Wnętrze
W katedrze znajduje się ołtarz w opcji versus populum (co nie jest typowe dla tradycji wschodniej) przykryty baldachimem o marmurowych kolumnach. Empory wzniesione są nad nawami bocznymi i łączą się z chórem muzycznym, na którym stoją organy piszczałkowe. Prospekt organowy jest drewniany, czteroosiowy.